# Обновление икон

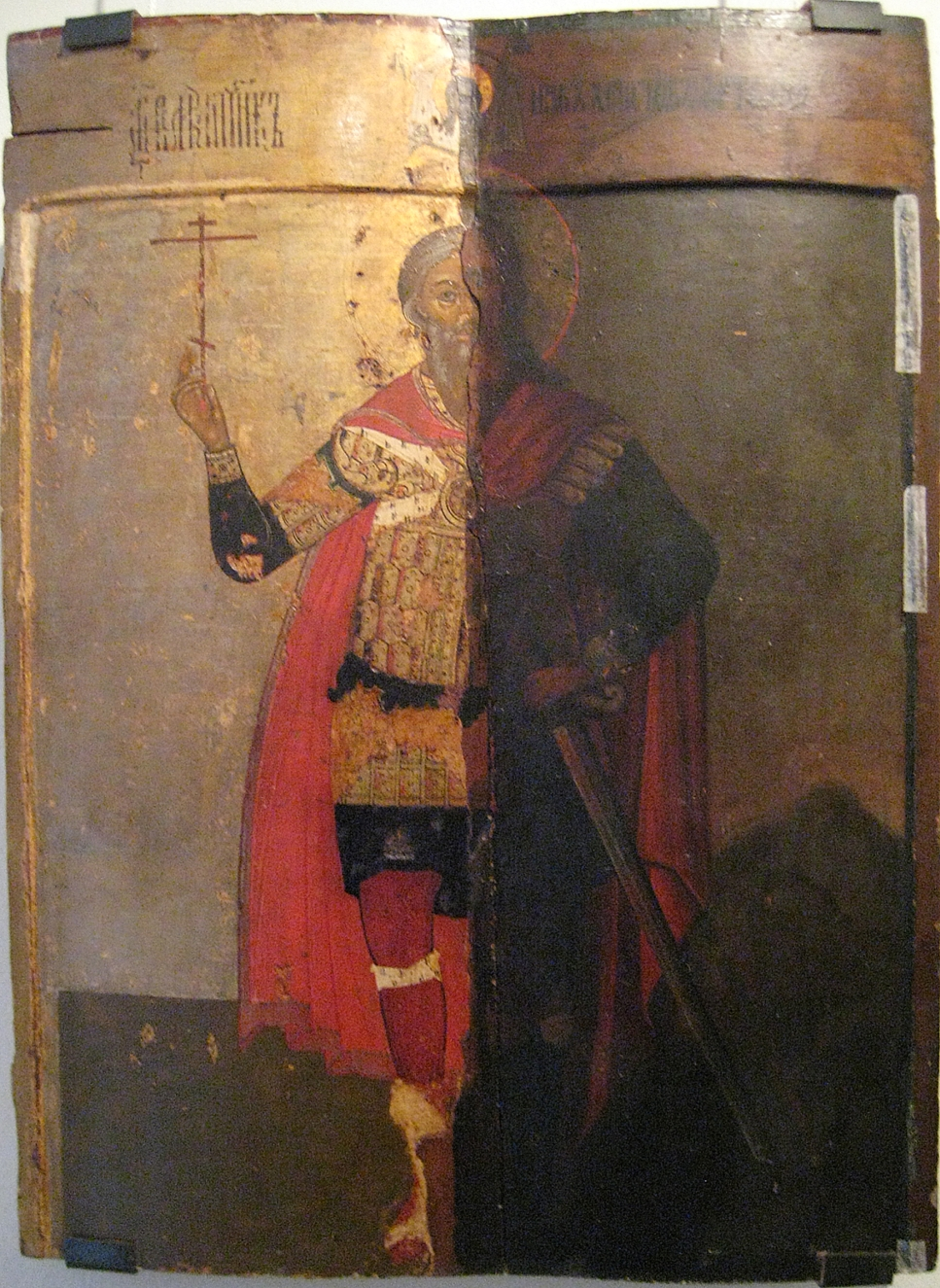
Реставрированная учёными икона «Артемий Великомученик». XVIII век. Живопись справа оставлена реставраторами нерасчищенной, под слоем потемневшей олифы, чтобы показать, как выглядела икона до начала реставрации. Также отчетливо видно, что более поздняя живопись выполнена в другом стиле.

Обновление икон — в православии чудо, самопроизвольное прояснение изображений на потемневших иконах.

## Сущность явления
Согласно традиционным верованиям, обновления бывают разнообразными: икона может обновляться постепенно, на протяжении нескольких дней или недель, а может и мгновенно, при этом могут наблюдаться сияние или вспышки света. Иногда обновляется только часть изображения иконы. Известны случаи благоухания обновлённых икон.

## История явлений
Как утверждает С. А. Сошинский, одно из самых ранних обновлений, которое попало в летописи, датируется 1740 г. В храме Тыврово Подольской епархии засиял список (копия) чудотворной Ченстоховской иконы Божией Матери. Как утверждается журналистом газеты «Омская правда», массовый характер обновления икон пришёлся на начало двадцатых годов двадцатого столетия. Массово иконы обновлялись в южных губерниях РСФСР, на востоке СССР и китайском Харбине, населённом русскими эмигрантами.

## Мнения
С научной точки зрения некоторые случаи обновления можно объяснить простым эффектом фокусировки зрения: человек долго смотрит на потемневшую икону и открывает для себя все больше деталей. Таким образом, может показаться, что икона молодеет.
Также в начале XIX века во Франции был изобретён пероксид водорода. Если им потереть изображение старой иконы, написанной красками на основе свинцовых белил, то икона просветлеет.
В 1921 году в Ленинском уезде Царицынской губернии в девяти сёлах работала экспертная комиссия Царицынского губчека. Осмотр 57 икон показал явную фальсификацию. Иконы были очищены от пыли и копоти, подвергались химической чистке позолоты и лакировались.
П. В. Флоренский, сопредседатель Экспертной рабочей группы по описанию чудесных событий, происходящих в Русской православной церкви, действующей при Московском патриархате, профессор, доктор геолого-минералогических наук, академик РАЕН:

Например, если въедливо выяснять чудеса с «обновлением» икон, докопаться можно, например, до того, что бабушка маслицем протирает чёрную икону, она очистилась и стала свеженькой, молодой. Но, с другой стороны, реставраторы месяцами сидят, ковыряют её, а тут чёрную доску принесли в храм, а через месяц она сияет позолотой - чудо обновления! Учтите, что вы в этой области разговариваете не столько с ученым, сколько с человеком верующим! Чудо в громадной степени в сердце чудовидца. Много чудес происходит, не видимых нашим глазам.